# Ourea (genre)
Genre
Ourea est un genre d'araignées aranéomorphes de la famille des Salticidae.

## Répartition
Les espèces de ce genre sont endémiques de Nouvelle-Zélande.

## Liste des espèces
Selon World Spider Catalog (version 24, 08/02/2023) :
- Ourea alpinus Long, Vink & Paterson, 2025
- Ourea cyanofemorus Long, Vink & Paterson, 2025
- Ourea kohatu Long, Vink & Paterson, 2025
- Ourea kowhai Long, Vink & Paterson, 2025
- Ourea marmoratus Long, Vink & Paterson, 2025
- Ourea mauka Long, Vink & Paterson, 2025
- Ourea occidentalis Long, Vink & Paterson, 2025
- Ourea otagoensis Long, Vink & Paterson, 2025
- Ourea paparoa Long, Vink & Paterson, 2025
- Ourea petroides Long, Vink & Paterson, 2025
- Ourea saffroclypeus Long, Vink & Paterson, 2025
- Ourea striatops Long, Vink & Paterson, 2025

## Systématique et taxinomie
Ce genre a été décrit par Long, Vink et Paterson en 2025 dans les Salticidae.

## Publication originale
- Long, Vink & Paterson, 2025 : « A new genus of jumping spiders (Araneae: Salticidae) inhabiting the South Island New Zealand rocky alpine zone. » New Zealand Journal of Zoology, vol. 52, no 5, p. 716-795.